# Broscus punctatostriatus
Broscus punctatostriatus is een keversoort uit de familie van de loopkevers (Carabidae). De wetenschappelijke naam van de soort is voor het eerst geldig gepubliceerd in 1829 door Fischer von Waldheim.